# Dieter Kempf (Ruderer)
Dieter Kempf ist ein ehemaliger deutscher Rudersportler.

## Werdegang
Dieter Kempf war Mitglied des Mannheimer Rudervereins Amicitia. Seinen ersten Erfolg erruderte er 1951, als er bei den Deutschen Meisterschaften im Vierer mit Steuermann in der Besetzung Dieter Kempf, Klaus Hahn, Ludolf Moritz, Klaus Tochtermann und Steuermann Hans Bichelmeier den zweiten Platz belegte. Im Jahr darauf belegten Kempf, Rudolf Bosch, Tochtermann und Moritz im Vierer ohne Steuermann den zweiten Platz. 1953 und 1954 wurde Kempf mit dem Mannheimer Achter Deutscher Meister. 1953 siegten die Mannheimer mit Walter Salzmann, Kempf, Heinrich Blank, Klaus Tochtermann, Paul Deblitz, Siegfried Kuhlmey-Becker, Manfred Bartholomä, Rolf Alles und Hans Bichelmeier. 1954 ruderten Gerhard Höpfner und Hermann Schüler statt Bartholomä und Kuhlmann-Becker.
Für diese Erfolge wurde Kempf und der Mannheimer Achter am 1. Dezember 1953 mit dem Silbernen Lorbeerblatt ausgezeichnet.